# 皇家反千組
『皇家反千組』（繁体字: 皇家反千組）は、香港の無綫電視（TVB）が1997年に制作・放映したテレビドラマ。日本未公開。

## キャスト
- 江一菊・・・歐陽震華
- 成國棟・・・古巨基
- 陳維琛・・・陳法蓉
- 溫家寶・・・傅明憲

## 主題歌

### オープニングテーマ
「精彩故事」
作詞 - ジェームズ・ウォン（黃霑）、作曲 - ジョセフ・クー（顧嘉煇）、編曲 - 顧嘉煇・趙增熹、歌 - ロマン・タム（羅文）

### エンディングテーマ
「難得有你」
作詞 - 黃霑、作曲・編曲 - 顧嘉煇、歌 - 羅文

## スタッフ
- 編劇：方慧兒、伍立光、嚴麗華、馮婉琴、薛家華
- 脚本：薛家華
- 監督：羅鎮岳、袁惠兒、方俊華、成志超、鄺錦宏
- 製作：鄺業生

| 無綫電視系 月曜〜金曜21:15枠              | 無綫電視系 月曜〜金曜21:15枠                | 無綫電視系 月曜〜金曜21:15枠           |
| 前番組                                    | 番組名                                      | 次番組                                 |
| ----------------------------------------- | ------------------------------------------- | -------------------------------------- |
| 地獄天使 （1996年12月9日 - 1997年1月3日） | 皇家反千組 （1997年1月6日 - 1997年1月24日） | 濟公 （1997年1月27日 - 1997年2月14日） |